# Rejzekius bicolor
Rejzekius bicolor är en skalbaggsart som beskrevs av Karl Adlbauer 2008. Rejzekius bicolor ingår i släktet Rejzekius och familjen långhorningar. Inga underarter finns listade i Catalogue of Life.